# 多林斯卡
多林斯卡（羅馬化：Dolynska），又按俄语名译为多林斯卡亚，是乌克兰基洛夫格勒州克罗皮夫尼茨基区多林斯卡市镇内的城市，2020年7月18日前为多林斯卡區的行政中心。該市距離州府克羅皮夫尼茨基75公里，始建於1873年，面積12.13平方公里，海拔高度193米，2022年人口数量为18,225人。

## 图集

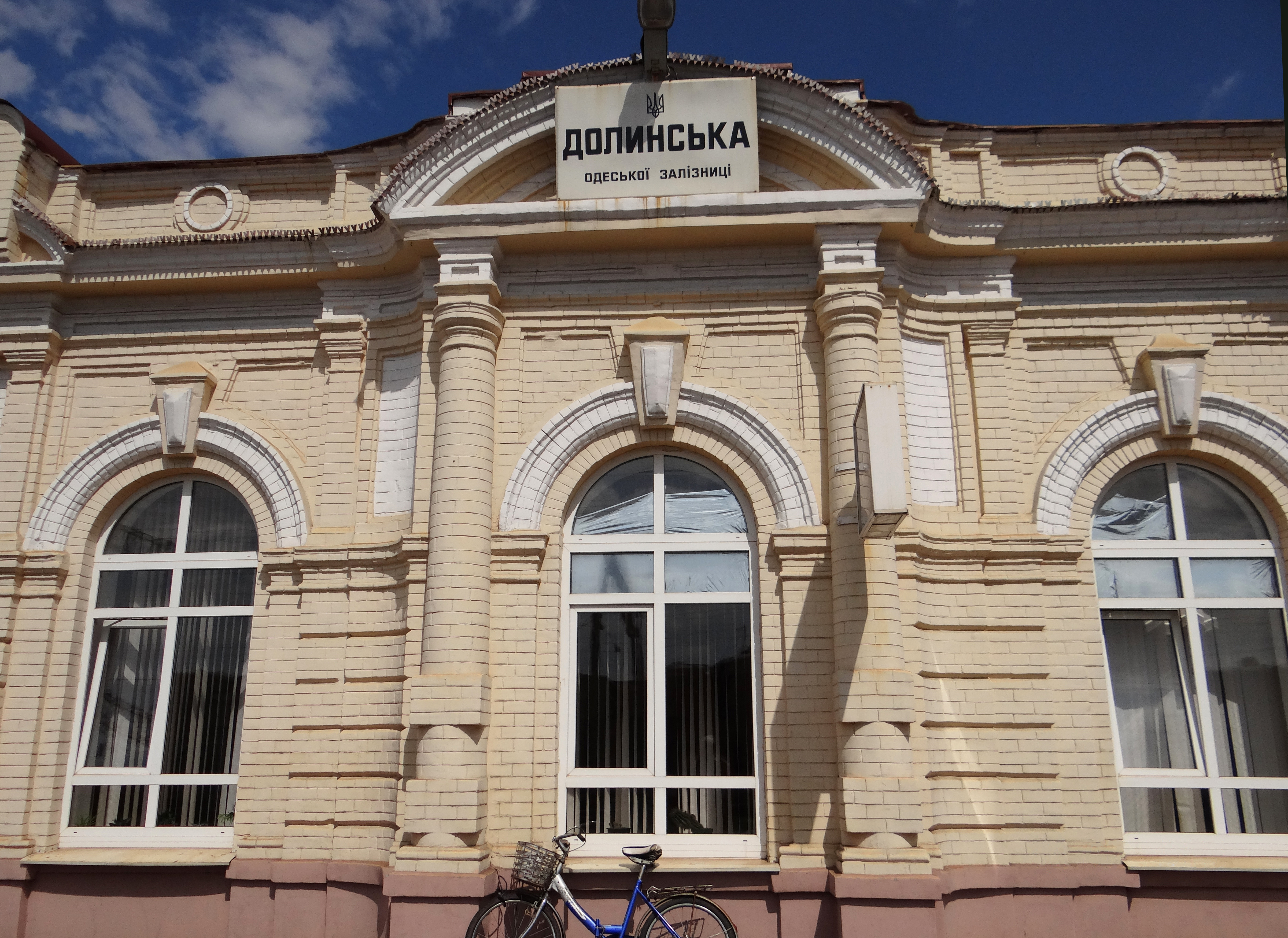
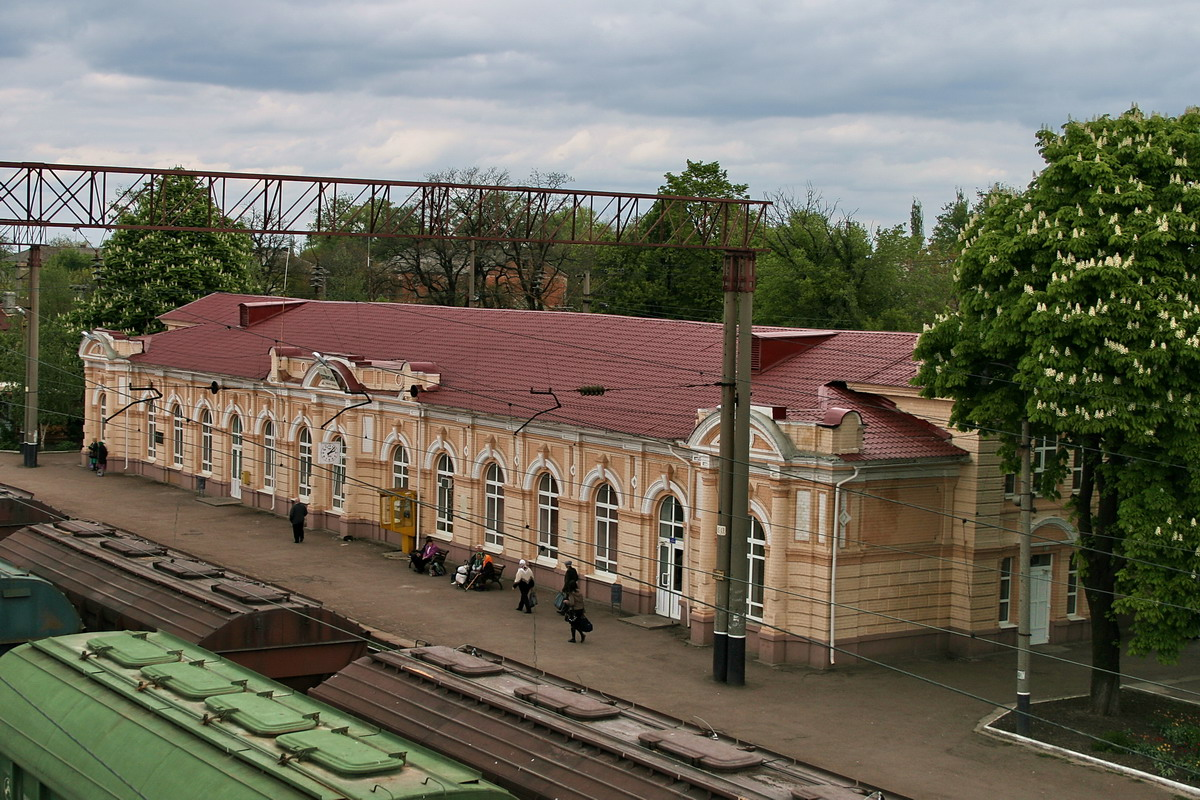

## 備注
1. ↑  俄语：，羅馬化：Dolinskaya